# Datel zlatý
Datel zlatý (Colaptes auratus) je středně velký druh šplhavého ptáka z čeledi datlovitých (Picidae). Žije na okrajích lesů a v otevřených krajinách v blízkosti stromového porostu na rozsáhlém území Severní Ameriky. Zasahuje také do Střední Ameriky, na Kubu a Kajmanské ostrovy. Je částečně tažný.
Datel zlatý dorůstá průměrně 32 cm. Svrchu je šedý, s tmavým pruhováním křídel a červeným zbarvením letek. Spodinu těla má světlou, černě skvrnitou, na hrdle je výrazná tmavá skvrna. Končetiny a zobák má šedý, oči černé. Samec se od samice liší černým nebo červeným „vousem“ na hlavě. Živí se převážně hmyzem, ale požírá také plody a semena. Po potravě přitom velmi často pátrá i na zemi. Hnízdí v dutinách stromů, v jedné snůšce je 6–8 čistě bílých vajec, na kterých sedí po dobu 11–12 dnů. Mláďata pak hnízdo opouští po 25–28 dnech.